# Martin Milmore

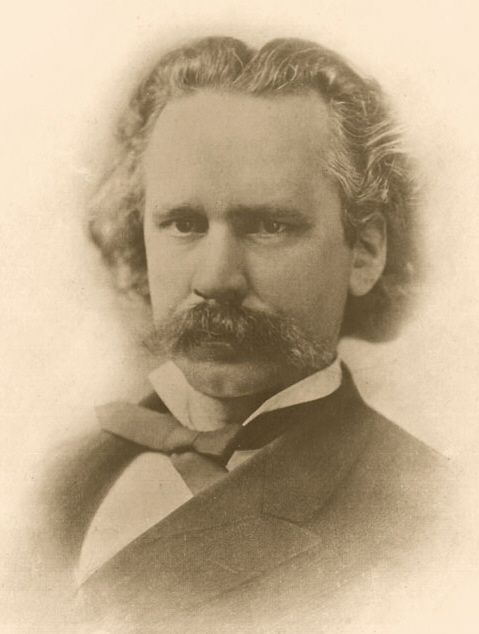

Martin Milmore (* 1844 im County Sligo; † im Juli 1883 in Roxbury) war ein amerikanischer Bildhauer irischer Abstammung.

## Leben
Er wanderte als Junge von sieben Jahren von Irland nach Boston in die Vereinigten Staaten aus. Dort besuchte er bis 1860 die Boston Latin School, nahm anschließend Kunstunterricht am Lowell Institute und erlernte von seinem drei Jahre älteren Bruder Joseph (1841–1886) Holz zu schnitzen und Stein zu behauen. Beim Bildhauer Thomas Ball (1819–1911) erlernte er die Bildhauerei bis Mitte der 1860er-Jahre. Während dieser Zeit tobte von 1861 bis 1865 der Amerikanische Bürgerkrieg, der ihn stark prägte.
Zu seinen ersten Werken zählt die Büste für Charles Sumner (1811–1874), amerikanischer Politiker und Senator für Massachusetts, die heute im Senat der Vereinigten Staaten ausgestellt ist. Kurz darauf schuf er die Statue eines Soldaten (Bild), die 1867 im Forest-Hills-Friedhof seines Wohnorts Roxbury, heute ein Stadtteil von Boston, aufgestellt wurde.
Zu seinen wohl bekanntesten Werken zählt der 1872 geschaffene Sphinx (Bild) auf dem Mount-Auburn-Friedhof von Cambridge. Er trägt die Inschrift:

“American Union Preserved

African Slavery Destroyed

By the Uprising of a Great People

By the Blood of Fallen Heroes”

„Amerikanische Union bewahrt

Afrikanische Sklaverei zerstört

Durch den Aufstand eines großen Volkes

Durch das Blut gefallener Helden“

Ab 1874 erschuf er das Soldiers and Sailors Monument, das 1877 als Siegessäule auf dem Flag Staff Hill im Bostoner Stadtpark Boston Common errichtet wurde.

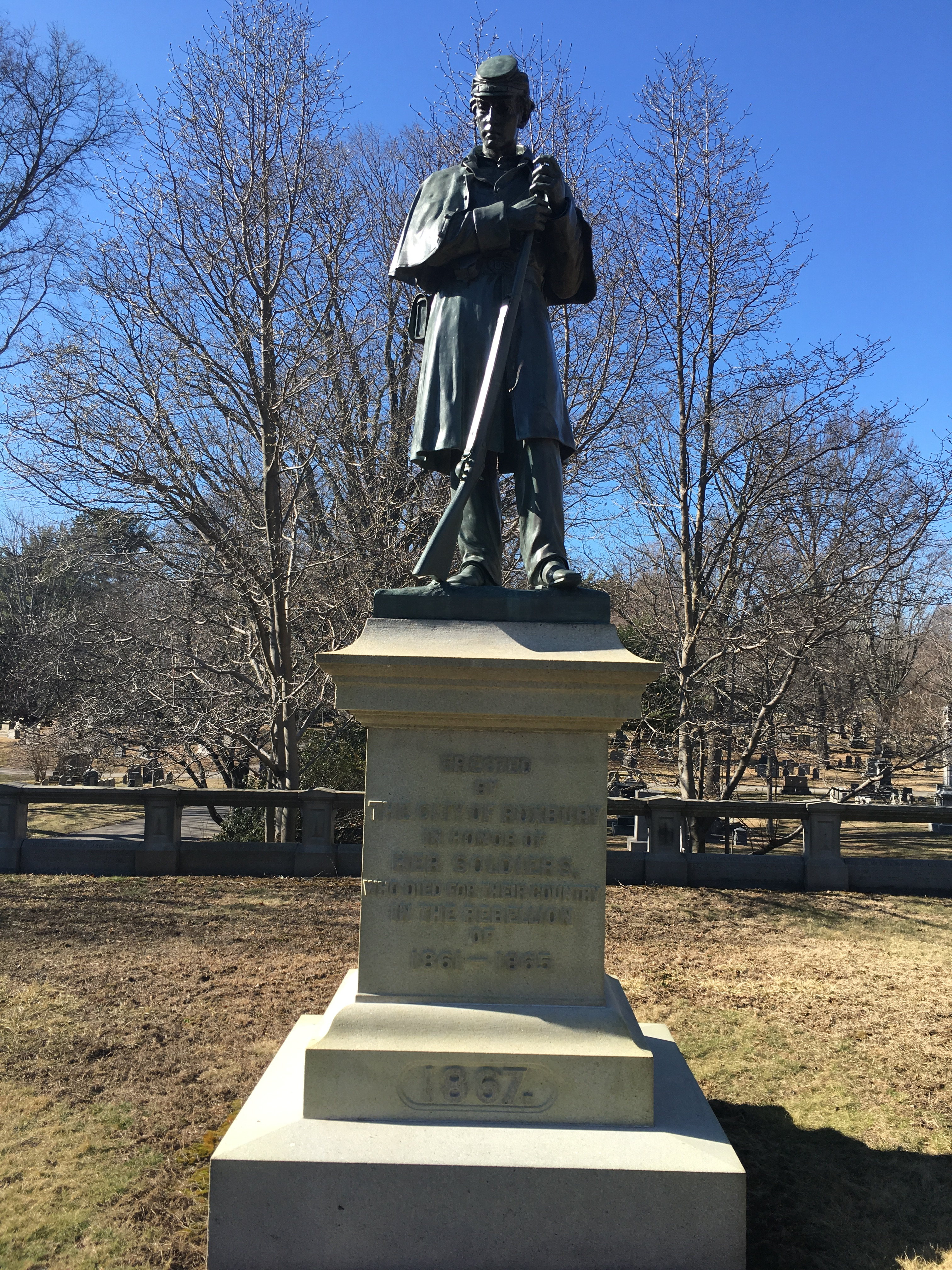
Sein 1867 geschaffenes Mahnmal zum Amerikanischen Bürgerkrieg auf dem Forest-Hills-Friedhof von Boston
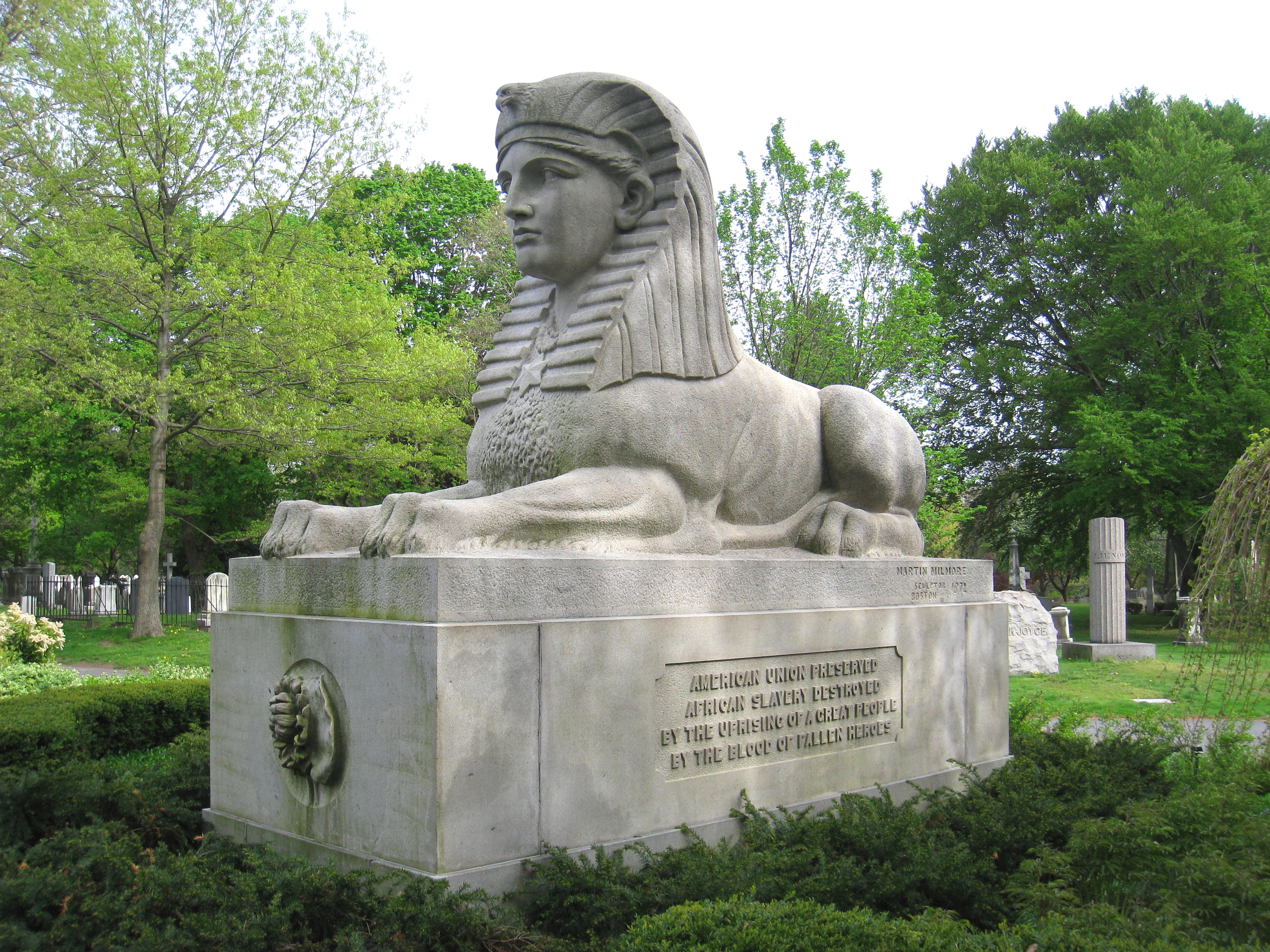
Der von ihm 1872 geschaffene Sphinx auf dem Mount-Auburn-Friedhof von Cambridge
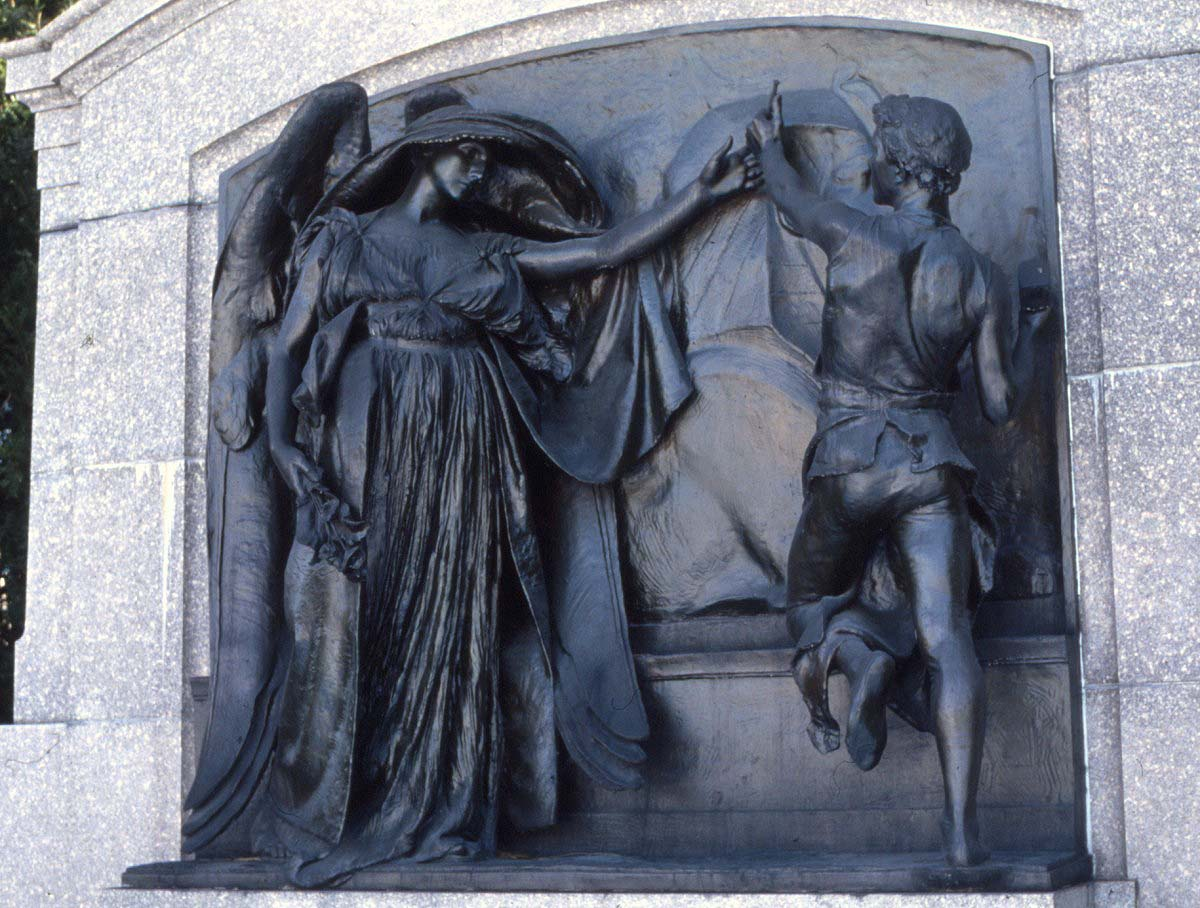
Death and the Sculptor – Grabdenkmal für ihn auf dem Forest-Hills-Friedhof

Noch sehr jung, wurde er aufgrund einer Leberzirrhose aus dem Leben gerissen und selbst auf dem Forest-Hills-Friedhof bestattet. Seine Familie gab 1889 für ihn und seinen drei Jahre nach ihm verstorbenen und neben ihm bestatteten Bruder Joseph (1841–1886) ein besonderes Grabdenkmal in Auftrag. Die Arbeit wurde von Daniel Chester French (1850–1931) ausgeführt und 1893 vollendet. Es handelt sich um die Bronze-Skulptur Death and the Sculptor (deutsch „Der Tod und der Bildhauer“) (Bild), die allegorisch zeigt, wie ein junger Bildhauer bei der Arbeit vom Todesengel Besuch erhält.